# Корнвол (Пенсилванија)
Корнвол (енгл. Cornwall) град је у америчкој савезној држави Пенсилванија.

## Демографија
По попису из 2010. године број становника је 4.112, што је 626 (18,0%) становника више него 2000. године.
| Група             | 2000.         | 2010.         |
| Белци             | 3.395 (97,4%) | 3.962 (96,4%) |
| Афроамериканци    | 12 (0,3%)     | 24 (0,6%)     |
| Азијати           | 37 (1,1%)     | 39 (0,9%)     |
| Хиспаноамериканци | 26 (0,7%)     | 75 (1,8%)     |
| Укупно            | 3.486         | 4.112         |